# Inanna

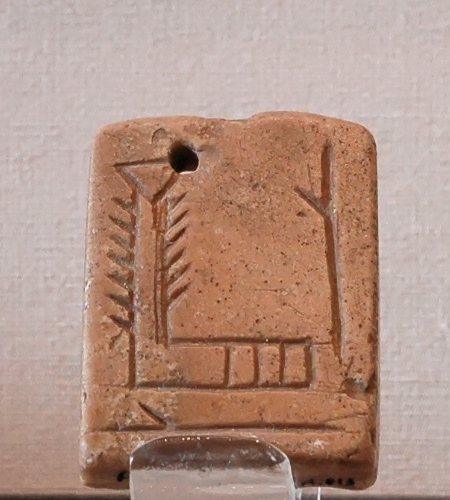
Inanna homokkőbe karcolt jelképe i. e. 3000 körüli időből

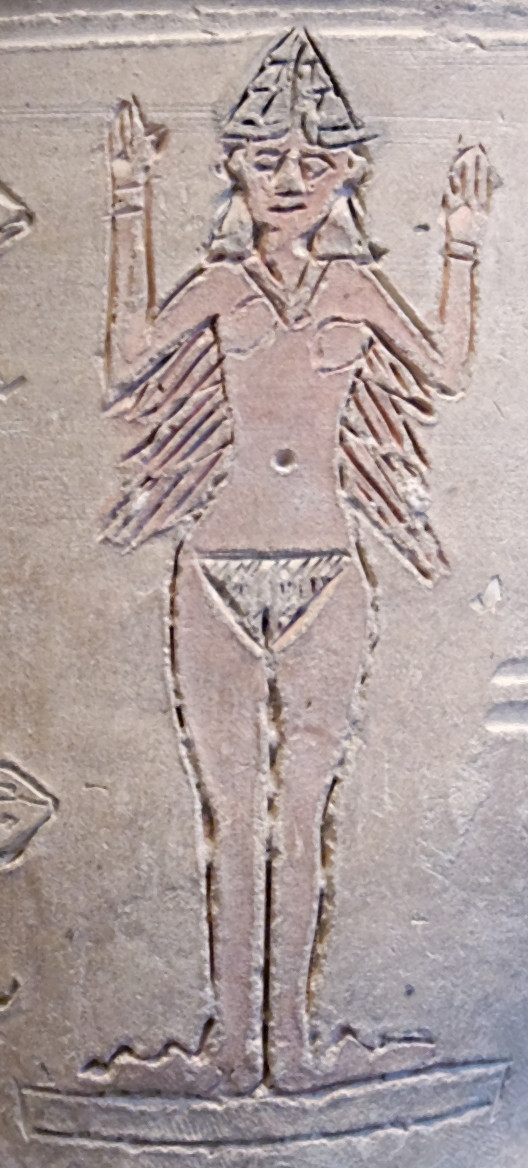
Inanna edénybe karcolt ábrázolása az i. e. 2. évezred első feléből

Inanna vagy Innin (sumer dInanna) sumer istennő, „az ég úrnője”. Ékírással 𒀭𒈹. Ez a jelcsoport az istent jelző determinatívumból, és a MUŠ3 logogramból áll. Az utóbbi szó jelentése „szent hely” és a „síkság” egyik szinonimája. A szó azonban jelenthet „arc”-ot, „kinézet”-et is, így az „isteni arc” fordítás is elképzelhető. Az íráskép etimológiája mellett magának a szónak is megvan az etimológiája. Az „inanna” sumer szó jelentése „isteni könyörgés”, írásképe szerint összetétel, az i- és a -nanna szavakból áll. Az összetétel első fele egy indulatszó (körülbelül a „hé”-nek felel meg), a második fele pedig Nanna holdistennek, a legelterjedtebb mítoszok szerint Inanna apjának neve. Vagyis az „inanna” ige átvitt értelemben azt jelenti, hogy „ima Nannához”, tulajdonképpen Nanna megszólítása. Az „innin” szó csak véletlenül hasonlít az „inanna” szóra, ennek jelentése egyszerűen „hölgy”, amely „nő” jelentésű „nin” bővített alakja, és a MUŠ3 logogrammal áll összefüggésben, amely SAL és TUG2 szójelek ligatúrája, összetételük szintén nőt jelent.
Jelképe a szalagos (vagy copfos) gyűrű, ami képírásos jelévé is lett. Ez már a Dzsemdet Naszr-kultúrában feltűnik a piktografikus szövegekben és a képzőművészetben. Másik jelképe a néha csillagot is formázó sokszirmú rózsa. Lagasban az i. e. 3. évezred közepén a mindenség királynőjeként tisztelték. Nippurban az év hatodik hónapjának (augusztus-szeptember) neve kin-dInanna, ami Inanna aratását jelenti. (A kin főnévként sarlót, igeként levágást jelent.)

## A panteonban elfoglalt helye
Innin az uruki hagyomány szerint An égisten felesége. Az uri hagyomány szerint Nanna holdisten és Ningal lánya, Utu napisten és Iskur időjárásisten nővére, Ereskigal ikertestvére volt. Miután Enlil kiszorította Ant a főhatalomból, Enlil lányának is nevezték, holott Enlil eredetileg An és Inanna fia. Képletesen még Enki, mint bölcsességisten lányának is mondták.
Férjének személye változó, mivel rendkívüli népszerűsége miatt minden városállam a sajátjának tekintette, és lehetőség szerint beépítették saját helyi mítoszaikba. Egyes mítoszok Dumuzi feleségeként írják le. Kisben a város védőistene, Zababa egyik feleségének mondták, itt egyúttal a háború istennője. Az Urukból származó III. uri dinasztia idején politikai okokból, az egységes pantheon létrehozásakor An – akinek Urukban volt a kultuszközpontja – felesége lett, és azonosították Antummal. Fia Sara, az állatok termékenységének őre.

## Szerepe
Eredetileg Uruk, Kulaba és Zabalam helyi védőistennője volt. Az Enki és a világrend eposz szerint panaszkodik bölcs „atyjának”, hogy mellőzték őt, amikor szétosztották az isteni feladatokat. Enki a harc és pusztítás szeretetével ruházza fel, és a csábítás képességével, hogy magához vonzza a férfiakat. Inanna alakját legjobban a Dumuzi ciklus mutatja be, amiben makrancos, szeszélyes, vőlegényébe szerelmes leányként mutatják be. A ciklus himnuszait, termékenységgel összefüggő énekei nyilván az újévi termékenységi kultusszal összefüggő énekek voltak, ahol a király játszotta Dumuzi, a papnő pedig Inanna szerepét. Mindez politikai célzattal a III. uri dinasztia és az azt követő I. iszini dinasztia uralkodóinak istenítését szolgálhatta. Az Innin alvilágjárása eposz bemutatja – amiben az alvilág úrnője, Ereskigal megöli őt, de a termékenység halálával ő is csak szülési fájdalmakban fetreng, de nem tud szülni – hogy amíg Innin az alvilágban van, addig a földön a nemi élet és az élet egyáltalán szünetel.
Kultúraterjesztő szerepben lép fel az Innin és az Ebeh hegység című eposzban, ahol a hegyet megszemélyesítő Ebeh szörnyeteggel száll harcba harcos istennőként. Ez talán Utu-héngál királynak a gutik elleni harcát tükrözi.
További fontos szerephez jut Innin, amikor az Innin és Enki című eposz szerint egy lakomán a lerészegedő Enkitől megszerzi a világot irányító me erőket felsoroló me-sorstáblákat, amelyekkel a világ kormányozható. Innin lett a királyok sorsának, simtujának megszabója, aki „nevet adott” nekik, aki „megnevezte” őket.
Az Innin és Sukalletuda című mítosztöredék a bosszúálló istennőt mutatja be.
A legtöbb ókori közel-keleti mitológiába akkád közvetítéssel, vagyis Istáron keresztül jutott el, azonban a hettita panteonban Hannahannah mind névetimológiájából, mind kultuszából következően közvetlenül Inanna leszármazottja.

## Kultuszhelyei
Inannának rengeteg temploma állt szerte a Folyamközben. Ezek legfontosabbja az uruki Éanna, sőt ugyanebben a városban több külön temploma is állt, mint az Ékugnuna, vagy az Ékisar. De az ősi nippuri Tummal komplexumban lévő szentélye, Zabala városban az Éserzidguru, Babilonban pedig a Kidur-Inanna, Éturkalamna és Émasdari is jelentősek, az utóbbiakat Apil-Szín építtette. Kisben a helyi világteremtő harcos isten, Zababa feleségeként tisztelték, így az Émetehurszag is részben az ő temploma.